# Funk Glacier
Funk Glacier är en glaciär i Antarktis. Den ligger i Västantarktis. Argentina, Chile och Storbritannien gör anspråk på området. Funk Glacier ligger 713 meter över havet.
Terrängen runt Funk Glacier är bergig österut, men västerut är den kuperad.  Trakten är obefolkad. Det finns inga samhällen i närheten.